# La liberté avance
Pour les articles homonymes, voir LLA.
La liberté avance (en espagnol : La libertad avanza), abrégée LLA, est une coalition politique argentine originaire de Buenos Aires de tendances conservatrice et libertarienne. Elle est fondée le 14 juillet 2021 par l'économiste Javier Milei.
Elle participe pour la première fois aux élections législatives argentines de 2021 où la coalition parvient à recueillir 17 % des suffrages dans la capitale. Ce résultat permet à son président de remporter un siège à la chambre des députés et d'y siéger dès décembre 2021. Lors des primaires pour l'élection présidentielle de 2023 se tenant le 13 août, Javier Milei remporte 29,86 % des voix et devance de plusieurs points les candidats des partis traditionnels argentins.
Les principaux partis membres de la coalition sont le Parti démocrate, le Parti libertarien, Force républicaine (es), l'Union bleu ciel et blanc (es), le Parti de la foi (es) et le Parti du renouveau fédéral (es).

## Histoire

### Élections générales de 2023
L'alliance de Javier Milei avec une partie de la droite traditionnelle en vue du second tour de l'élection présidentielle de 2023, qui intervient à l'issue d'une campagne pour le premier tour axée sur le rejet de la « caste » politique, est vécue comme une trahison par une partie de sa coalition. Onze députés annoncent dans la foulée quitter La liberté avance,.
Le groupe parlementaire de La liberté avance présente en février 2024 une proposition de loi visant à interdire l'avortement, y compris à la suite d'un viol. Selon ce texte, les femmes « qui causent leur propre avortement ou autorisent quelqu'un à l'effectuer » seraient passibles de peine de prison ferme pouvant atteindre trois ans. Quant aux professionnels de santé, ils écoperaient de un à quatre ans d'incarcération.

## Résultats électoraux

### Chambre des députés
| Élection | Chef         | Suffrages | %     | Sièges obtenus | Total des sièges | +/– | Rang | Gouvernement |
| -------- | ------------ | --------- | ----- | -------------- | ---------------- | --- | ---- | ------------ |
| 2021     | Javier Milei | 358 377   | 1,52  | 2 / 127        | 2 / 257          | 2   | 8e   | Opposition   |
| 2023     | Javier Milei | 6 255 775 | 26,50 | 35 / 130       | 38 / 257         | 35  | 3e   | Milei        |

### Sénat
| Élection | Chef         | Suffrages | %     | Sièges obtenus | Total des sièges | +/–           | Rang | Gouvernement        |
| -------- | ------------ | --------- | ----- | -------------- | ---------------- | ------------- | ---- | ------------------- |
| 2021     | Javier Milei | 44 819    | 0,64  | 0 / 24         | 0 / 72           | en stagnation | 10e  | Extra-parlementaire |
| 2023     | Javier Milei | 2 941 289 | 25,93 | 7 / 24         | 7 / 72           | 7             | 2e   | Milei               |

### Sites externes
- (es) Site officiel